# Miguel Maia dos Santos

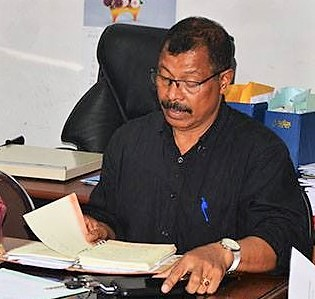
Miguel Maia dos Santos (2017)

Miguel Maia dos Santos (* 6. Juni 1962; † 3. Juli 2021) war ein osttimoresischer Linguist und Hochschullehrer. Er war langjähriger Pro-Rektor für akademische Angelegenheiten der Universidade Nasionál Timór Lorosa'e  (UNTL). Hier arbeitete er am Instituto Nacional de Linguística und als Lehrer für Bildung, Kunst und Humanität.

## Veröffentlichungen (Auswahl)
- Dispositivo de Avaliação Externa ao Ensino Superior Um estudo exploratório sobre acreditação à Universidade Nacional  Timor Lorosa'e,2008 – 2013, Dissertation für den Master-Titel, Instituto de Educação, Universidade do Minho, Juni 2015.
- O paradigma do ensino superior em Timor-Leste: problemática de fazer académico e a sua relação com atores da sociedade
- Doenças graves e soluções curativas na sociedade timorense de Timor-Leste: cruzar o saber local e saber moderno, März 2021